# Синтагматика
Синтагматика (від грец. σύνταγμα, дос. «разом побудоване; поєднання») — один із двох системних аспектів у вивченні мови, який розглядає відношення між послідовно розташованими одиницями за їхнього безпосереднього поєднання в реальному потоці мовлення або в тексті, тобто сполучуваність мовних одиниць.

## Загальна характеристика
Семантика слова, його змістовий обсяг визначається можливостями слова поєднуватися з іншими словами, тобто його синтагматичними відношеннями.
Синтагматичні відношення слова — його лінійні, контекстні зв’язки, його сполучуваність. Слово в парадигматиці, тобто в словнику, в системі мови, і слово в синтагматиці — неоднакові речі. У синтагматиці здійснюється комбінаторика значень, і смисл словосполучення чи речення не дорівнює сумі значень слів.
Кожне слово поєднується не з будь-якими, а тільки з певними словами. Є слова з одиничною сполучуваністю, як, наприклад, укр. згайнувати (час), розтринькати (гроші), скалити (зуби), вудити (рибу), проливний (дощ), Є також двовалентні, тривалентні, але є й слова з надзвичайно широкою (необмеженою) сполучуваністю, як, наприклад, гарний чи поганий (буквально все може бути гарним або поганим).